# Artur Chaczatrian
Artur Chaczatrian (ur. 13 września 1983) – ormiański bokser, brązowy medalista Mistrzostw Europy z roku 2010.

## Kariera
W czerwcu 2008 został mistrzem Armenii w kategorii średniej. Na przełomie września i października reprezentował Armenię na Igrzyskach Frankofońskich w Bejrucie. W 1/8 finału kategorii średniej pokonał na punkty (10:3) reprezentanta Kamerunu Romaina Aysi. Rywalizację zakończył na ćwierćfinale, w którym przegrał z Marokańczykiem Ahmedem Barki.
W styczniu 2010 został mistrzem Armenii w kategorii półciężkiej. W czerwcu 2010 reprezentował Armenię na Mistrzostwach Europy w Moskwie. Rywalizację rozpoczął od 1/16 finału, w którym pokonał na punkty (7:2) Azera Ramazana Magomedova. W 1/8 finału pokonał na punkty (13:3) Greka Joannisa Militopoulosa, awansując do ćwierćfinału. W ćwierćfinale wyeliminował po dogrywce Łotysza Nikolajsa Grišuņinsa, zapewniając sobie brązowy medal. W półfinale przegrał przed czasem w trzeciej rundzie z Rosjaninem Arturem Beterbijewem. W październiku tego samego roku uczestniczył w pierwszej edycji Pucharu Europy w Charkowie. Zajął podczas tych zawodów czwarte miejsce w kategorii półciężkiej.
W czerwcu 2011 reprezentował Armenię na 39. Mistrzostwach Europy w Ankarze. Doszedł do ćwierćfinału w kategorii średniej, przegrywając z Gruzinem Jabą Chocitaszwilim. We wrześniu tego samego roku uczestniczył w Mistrzostwach Świata, jednak przegrał swój pierwszy pojedynek z reprezentantem Iranu Ehsanem Rouzbahanim.
W kwietniu 2012 uczestniczył w turnieju kwalifikacyjnym dla Europy na Igrzyska Olimpijskie 2012 w Londynie. Przegrał tam swój pierwszy pojedynek z Polakiem Mateuszem Trycem, nie zdobywając kwalifikacji.